# Deine Freunde (Band)
Deine Freunde ist eine deutsche Musikgruppe, die Musik für Kinder und Familien spielt.

## Geschichte
Florian Sump, der frühere Schlagzeuger der Popgruppe Echt und unter dem Pseudonym Jim Pansen solistisch tätige Hip-Hop-Sänger, ist in einer Hamburger Kindertagesstätte als Erzieher tätig. Um ein Lied für die Einrichtung aufzunehmen, suchte er 2010 das Studio des Musikproduzenten und Live-DJs von Fettes Brot, Markus Pauli, auf. Gemeinsam mit dem späteren Tigerenten-Club-Moderator und Theaterproduktionsmanager Lukas Nimscheck spielten sie das Lied Schokolade ein, das bei den Kindern und Eltern der Kindertagesstätte auf positive Resonanz stieß.
In Anlehnung an den Kinderliedautor Rolf Zuckowski wollten sie sich zuerst Rolf Zuckopfnicks nennen und fragten Zuckowski um Erlaubnis dafür, verwarfen die Idee aber wieder zugunsten von Deine Freunde. Zuckowski unterstützte Deine Freunde daraufhin aber, indem er das Label noch mal!! gründete. 2012 erschien das erste Album Ausm Häuschen bei Universal Music.
Im Jahre 2014 wurden sie mit dem HANS – Der Hamburger Musikpreis in der Kategorie Herausragende Hamburger Künstlerentwicklung ausgezeichnet.
2020 war die Band mit den Bandmitgliedern Florian Sump und Lukas Nimscheck als Coach in der 8. Staffel von The Voice Kids vertreten.
Am 26. Februar 2021 veröffentlichten sie zusammen mit der A-cappella-Pop-Band Die Prinzen eine neue Version des 1993 erschienen Hits Alles nur geklaut. Drei Jahre später im Februar 2024 veröffentlichten sie zusammen mit Christina Stürmer Keine Märchen.

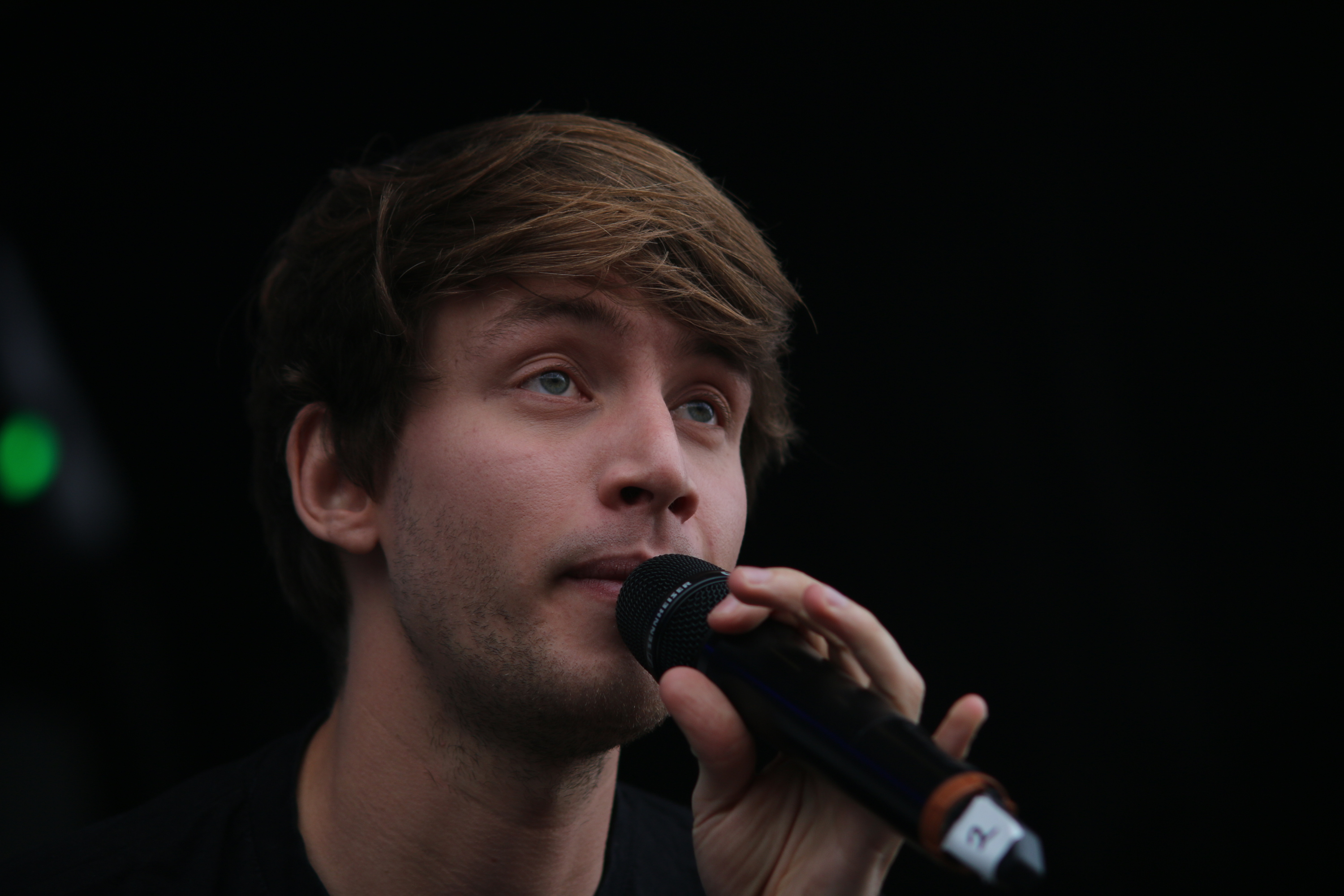
Lukas Nimscheck
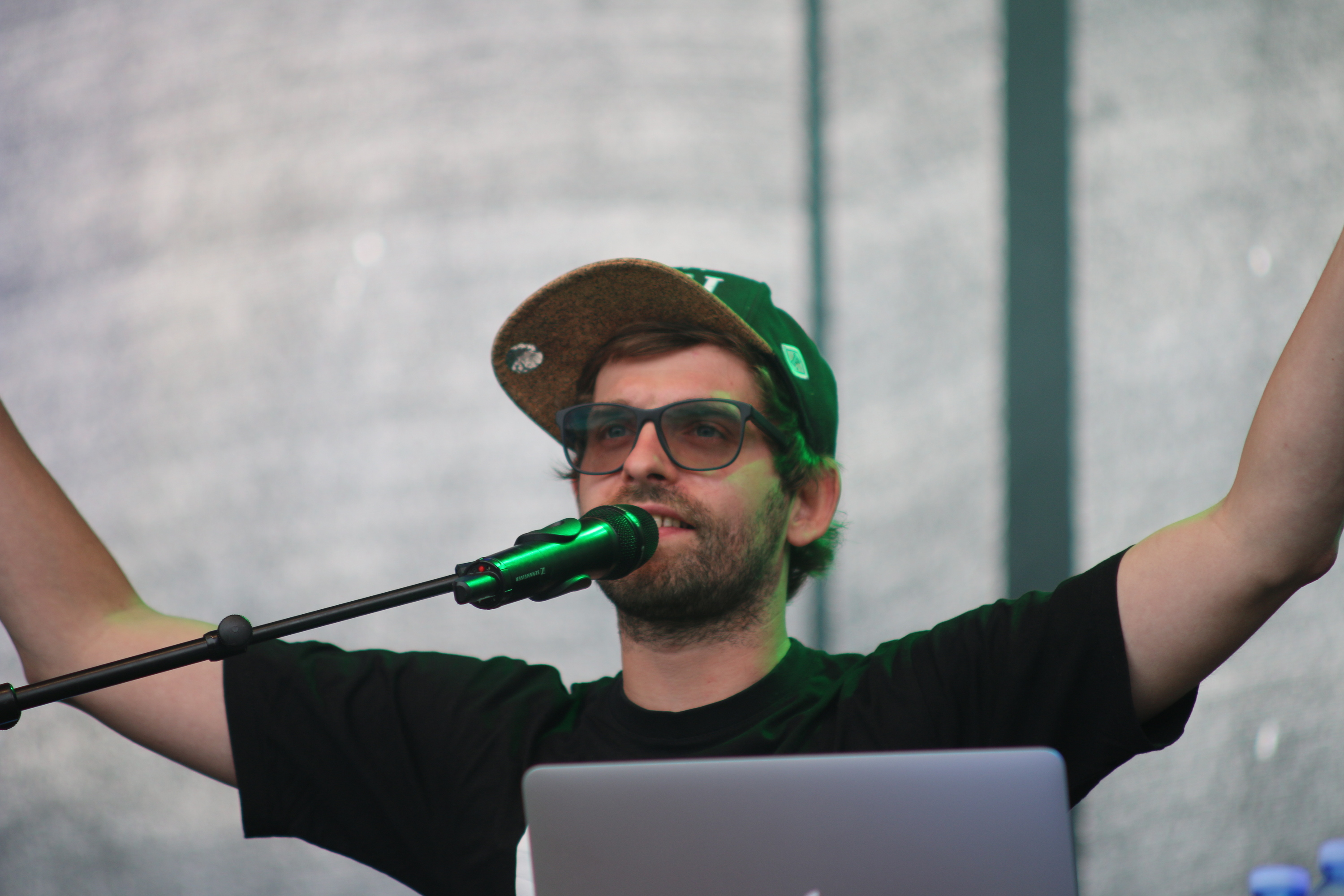
Markus Pauli
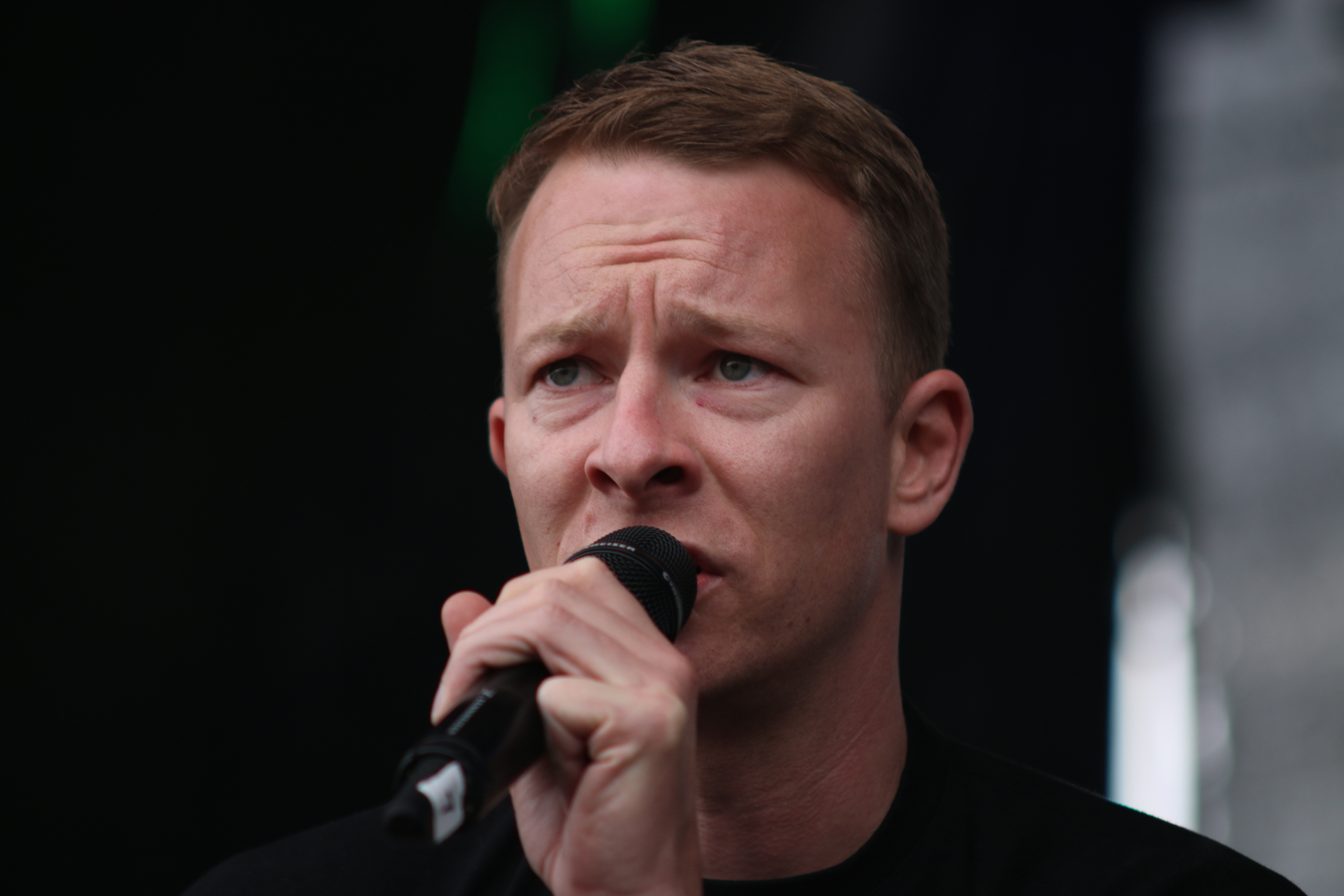
Florian Sump

## Auszeichnungen
- Nickelodeon Kids’ Choice Awards 2020 in der Kategorie Lieblings-Cast Deutschland, Österreich und Schweiz für The Voice Kids 2020 Coaches (mit Lena Meyer-Landrut, Max Giesinger und Sasha)

## Fernsehen
- 2020: The Voice Kids (Teil der Jury)
- 2021: Verstehen Sie Spaß?
- 2022: Dein Song (Musikpaten)
- 2022: Ottos Märchenshow (RTL+)
- 2023: Krümelmonsters Foodie Truck mit Steffen Henssler (RTL+, SUPER RTL)

## Diskografie

### Alben
| Jahr | Titel                    | Höchstplatzierung, Gesamtwochen, AuszeichnungChartsChartplatzierungen (Jahr, Titel, Platzierungen, Wochen, Auszeichnungen, Anmerkungen) | Anmerkungen                              |
| Jahr | Titel                    | DE | Anmerkungen                              |
| ---- | ------------------------ | --- | ---------------------------------------- |
| 2012 | Ausm Häuschen            | DE66 (1 Wo.)DE | Erstveröffentlichung: 21. September 2012 |
| 2014 | Heile Welt               | DE93 (1 Wo.)DE | Erstveröffentlichung: 14. März 2014      |
| 2015 | Kindsköpfe               | DE50 (5 Wo.)DE | Erstveröffentlichung: 27. November 2015  |
| 2017 | Keine Märchen            | DE25 (7 Wo.)DE | Erstveröffentlichung: 3. November 2017   |
| 2019 | Helikopter               | DE10 (4 Wo.)DE | Erstveröffentlichung: 22. November 2019  |
| 2020 | Das Weihnachtsalbum      | DE5 (6 Wo.)DE | Erstveröffentlichung: 13. November 2020  |
| 2022 | Hits! Hits! Hits!        | DE85 (1 Wo.)DE | Erstveröffentlichung: 8. April 2022      |
| 2023 | Ordentlich durcheinander | DE12 (1 Wo.)DE | Erstveröffentlichung: 5. Mai 2023        |

### Singles
- 2012: Schokolade
- 2014: Völlig losgelöst
- 2015: Ritterlich
- 2017: Auf Tour
- 2017: Du bist aber groß geworden
- 2019: Stille
- 2021: Alles nur geklaut 2021 (mit Die Prinzen)
- 2024: Keine Märchen (Unplugged) (Christina Stürmer feat. Deine Freunde)

### Hörspiele
- 2024: Hausenheimer Hood News[2]
- 2024: Kinderlalaland[3]
- 2025: Hamsterdam[4]